# Джордж Гордон, 2-й маркіз Гантлі

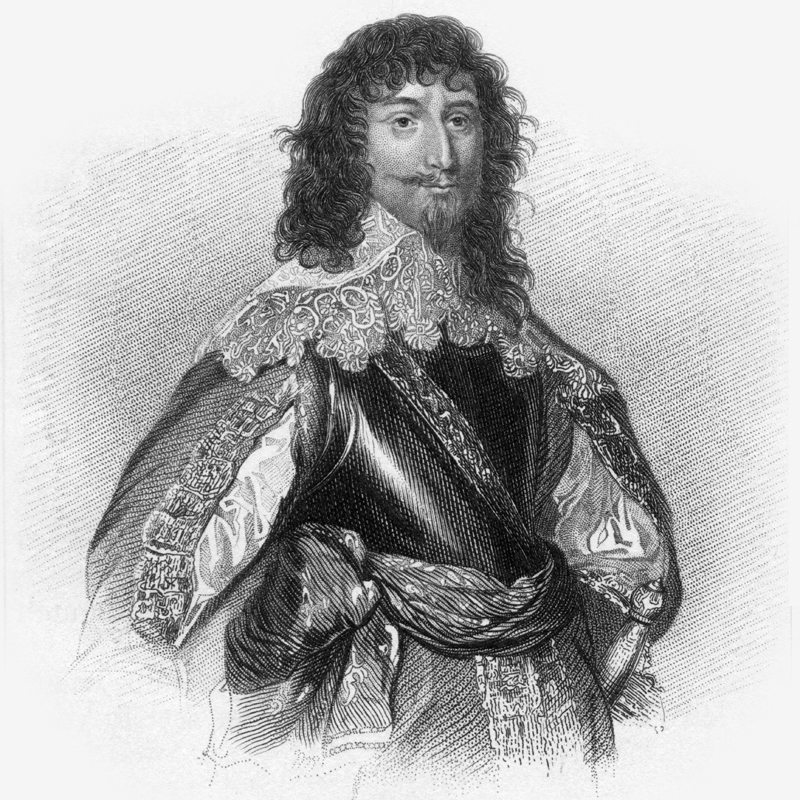
Портрет Джорджа Гордона — ІІ маркіза Гантлі з картини художника Антоні ван Дейка.

Герб маркизів Гантлі.

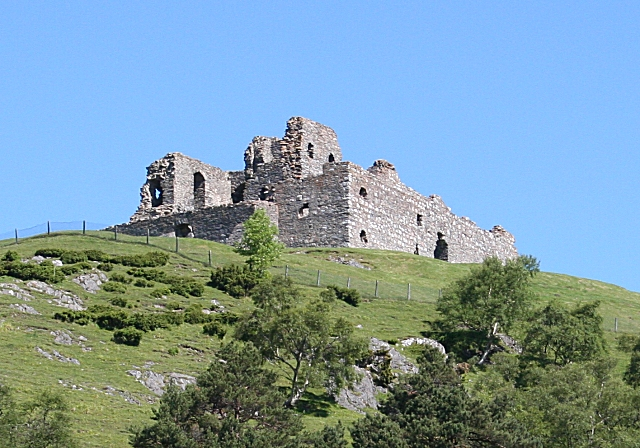
Руїни замку Авхіндаун.

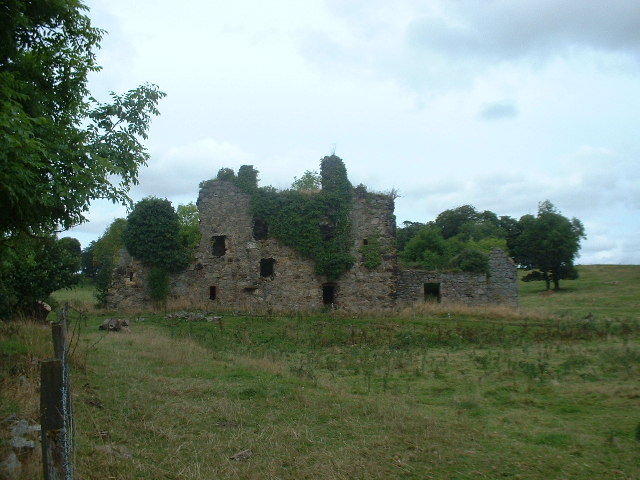
Руїни замку Гайт.

Джордж Гордон — ІІ маркіз Гантлі (1592 — березень 1649) — шотландський аристократ, вождь клану Гордон, у 1599—1636 роках носив титул граф Ензі. Старший син Джорджа Гордона,І маркіза Гантлі та леді Генрієтти Стюарт — дочки Есме Стюарта — І герцога Леннокс. Переселився в Англію як протестант, а пізніше отримав титул віконта Абойн від короля Англії і Шотландії Карла І. Був одружений з леді Джейн Кемпбелл.

## Життєпис

### Ранні роки
Ранні роки свого життя лорд Гордон провів в Англії при дворі короля Англії і Шотландії Якова I, що подбав, щоб виховати його в протестантській вірі. Йому був дарований титул граф Ензі. У 1609 році він отримав посаду голови комісії юстиції великої королівської печатки. Діяльність цієї комісії була направлена проти бунтівних шотландських кланів Хайленду, які об'єднувалися в так зване «Товариство хлопчиків». У 1613 році лорд Гордон займався проблемою конфліктів навколо володінь в Лохабері, за які сперечалися клани Лохіел та Камерон. Нарешті був підписаний договір між лордами Лохіел та Ензі 24 березня 1618 року, в якій клан Лохіел на певних умовах погодилися відмовитися від своїх прав на кілька маєтків, навколо яких точився конфлікт. Одне з положень договору полягало в тому, що клан повинен був отримати допомогу від свого старого ворога — клану Макінтош.
Граф Ензі мав ще й приватну підставу ворогувати з кланом Макінтош через його нездатності виконувати певні зобов'язання щодо земель, які належали графу та його батьку. Проти вождя клану Макінтош видала указ Таємна Рада. Граф Ензі взяв в облогу замок Куллоден, змусив вождя клану Макінтош тікати на південь, спочатку в Единбург, а потім в Англію. Граф Ензі примусив його постати перед Таємною радою, і на його неявку він був засуджений як заколотник. Вождь клану Макінтош, будучи при дворі, звернувся до короля, але після того, як граф Ензі відправився в Лондон, щоб дати свою версію предмету конфлікту, вождю клану Макінтош було наказано предстати на суд перед парламентом Шотландії в Единбурзі. У 1622 граф Ензі отримав наказ від Таємної Ради порушити кримінальну справу проти графа Кейтнесс, але несподівано він був відправлений послом у Францію. Він залишався у Франції на кілька років. 20 квітня 1632 року він отримав титул віконта Абойн. Після смерті свого батька в червні 1636 року він був ще у Франції, але в жовтні повернувся в Англію разом зі своєю дружиною, сестрою — леді Енн і двома синами. 23 червня 1637 він прибув до Стратбогі.

### Рух ковенанторів і ІІ маркіз Гантлі
Незважаючи на відмінності поглядів і на різні взаємини з урядом — його і його батька, ІІ маркіз Гантлі знайшов підхід до королівської милості. Він здобув освіту разом з принцом Генрі і принцом Чарльзом. Як вірний протестантської єпископальної церкви він намагався надати максимальну підтримку уряду щодо руху ковенанторів. Свій вплив на клани Хайленду він спрямував для збалансування сил між Кембеллами та Арчібальдом, І маркізом Аргайл. У 1638 році була проголошена королівська прокламація. Відносини між королем і ковенанторами загострились. Послом між королем і ковенанторами був Роберт Манро. Щоб залучити на свій бік Роберта Манро, маркіз Гантлі запропонував йому сплатити всі його борги, які на той час перевищили суму £ 100,000. Ситуація в суспільстві все більше загострювалась.
1639 року маркіз Гантлі був таємно призначений королівським лейтенантом Хайленду. 14 лютого 1639 року повинен був відбутися збір ковенанторів в місті Турріфф, який повинен був перетворитися в повстання. Маркіз Гантлі вирішив розігнати їх, але коли Монтроз прийшов їм на підтримку, маркіз Гантлі обмежився тим, що марширував біля них в бойовому порядку на чолі загону 2000 багнетів. Як написали сучасники: «Виразив все тільки виглядом, без жодного слова». І відразу ж після цього розформували свої війська. Як причину нерішучості маркіза Гантлі вказують на відсутність ордера від короля на активні дії чи перший удар. Це підтверджує Бернет, але Бернет також приписує його нерішучість астрологічним прогнозам. Згідно передбачень астролога ні король, ні Гантлі, ні Гамільтон, ні Монтроз (що потім виступив проти ковенанторів) не переможуть у випадку війни.
На початку війни маркіз Гантлі не мав достатньої підтримки короля, тому не йшов на великі ризики. Маркізу Гантлі обіцяли допомогу — п'ять тисяч багнетів від Гамільтона, але це так і лишилося обіцянкою. Ковенантори проявили таку енергію, що маркіз Гантлі 15 березня відправив посланця для переговорів до маркіза Монтроза, але ще до їх повернення він розформував свої війська і пішов в Страхбогі. 1 квітня Монтроз і Леслі відправились в Інвернурі «з'ясувати відносини» з маркізом Гантлі прихопивши з собою озброєні загони найманців. Маркіз Гантлі втік в замок Гайт і сховався за його міцними стінами. І послав людей для переговорів з маркізом Монтроз.
Маркіз Гантлі уклав угоду з Монтрозом в селищі Льюіс, що в Файфі 5 квітня, хоча домовленість була усною. Маркіз Гантлі погодився не перешкоджати Монтрозу, дотримуватись законів і свобод Шотландії. Маркізу Гантлі було дозволено повернутися в Страхбогі, а маркізу Монтрозу в Абенрдин. Незабаром після цього відбулася зустріч лідерів ковенанторів в Абердині для врегулювання конфліктів Хайленду. Маркіза Гантлі теж запросили на зустріч. Він погодився з умовою, що йому дозволять взяти охорону, гарантують повну свободу і повернення додому після зустрічі. Такі гарантії йому було надано маркізом Монтроз. Але на зустрічі були запеклі вороги маркіза Гантлі і клану Гордон — вожді кланів Форбс, Фрейзер, Кріхтон. Тому маркіз Монтроз вирішив все-таки заарештувати маркіза Гантлі. Ввечері 11 квітня його було запрошено на вечерю, натякнули йому на доцільність його відставки з посади лейтенанта Хайленду, а також прийняти спільну відозву до короля від ковенанторів, як його вірних підданих. Маркіз Гантлі погодився, але маркіз Монтроз підозрював, що Гантлі збирається тікати і виставив охорону. Наступного дня у нього була зустріч з маркізом Монтроз, який вимагав від нього заарештувати Джеймса Гранта та інших ворогів ковенанторів. Маркіз Гантлі відмовився, попросив заарештувати вождя клану Крайтон — його спадкового ворога. Монтроз заявив, що це неможливо. Потім маркіз Монтроз запитав чи не заперечує Гантлі, щоб його супроводжували в Единбург. Гантлі відповів, що перш ніж дати відповідь, він хотів би, щоб йому повернули назад його обіцянку дану в Івернурі. Потім Монтроз запитав, як Гантлі хоче їхати на південь — як полонений, чи як доброволець? Маркіз Монтроз заявив, що він поїде добровільно. Маркіз Монтроз сказав, що він супроводить Гантлі в Единбур і щоб нічого не трапилось візьме з собою загін охорони. Після прибуття в Единбур маркізу Гантлі запропонували ковенантори підписати договір про мир з ковенанторами «на дуже почесних умовах», але маркіз Гантлі категорично відмовився у письмовій формі 20 квітня.
Маркіз Гантлі був під арештом до 20 червня, коли підписав договір у Бервіку і отримав свободу. Одразу ж він вирушив до табору короля і був з королем до 29 липня. Повернувшись в Единбург, маркіз Гантлі лишався деякий час зі своїми трьома дочками в Канонгейті, потім він підписав договір з парламентом Шотландії. Але після одруження двох його дочок він покинув Коннангейт і приєднався до армії короля в Англії. У той час, як вождь клану Гордон був під арештом, клан Гордон, бажаючи допомогти королю почав нападати і грабувати клани, які підтримували ковенанторів, напали на землі Турріфф і змусили місцевих жителів присягнути королю. Коли маркіз Гантлі поїхав в Англію, його син — Джеймс Гордон підняв армію за справу короля, але він був розбитий маркізом Монтроз на моту Ді 19 червня 1639 року після дуже жорстокого бою, що тривав два дні. У 1640 році землі маркіза Гантлі були розграбовані, його замок Страхбогі захопив генерал Монро і розмістив в замку гарнізон.

### Король Карл І і маркіз Гантлі
У 1641 році маркіз Гантлі супроводжував короля Карла І під час його перебування в Шотландії як лорда верховного комісара. Він був призначений таємним радником короля. 1 січня 1642 року він прибув в Абердин на шляху до замку Страхбогі. Свої маєтки він застав у стані повної руїни. Він передав всі свої маєтки і володіння синові — лорду Гордону. Для себе він залишив 10 000 мерків щорічної орендної плати, замок Страхбогі, будинок в Абердині. У 1643 році його викликали на конвенцію в Единбург і мали намір заарештувати. Він не з'явився і вибачився за неявку. Потім він попросив дати йому можливість покинути територію Шотландії і виїхати до Франції. Але йому відмовили. 20 грудня 1643 року він прибув в замок Гайт на зустріч з міністрами, які йому запропонували укласти договір, але він відмовився.

### Війна і переховування
Маркіз Гантлі готовий був дотримуватись миру в громадянській війні, що почалася, але обставини змусили його почати бойові дії. 19 березня 1644 року озброєні загони маркіза Гантлі пройшли через місто Абердин та інші міста і селища Шотландії, захопили багато заручників і привели їх під замок Страхбогі. Свої дії він пояснив тим, що йому загрожували і він це зробив з міркувань самооборони. 24 березня він знову ввійшов в місто, захопив багато зброї та боєприпасів, потім розграбував місто і примусив багатьох присягнути на вірність королю. Потім покинув місто. Його прихильники напали на землі Монтроз, але потім відступили в Абердин — насувалась армія ковенанторів з Аргайла. Маркіз Гантлі не дивлячись на рішучі слова і наказ дати бій, покинув місто в останній день квітня.
У неділю 12 травня 1644 року його відлучили від церкви і оголосили про це в Абердині. Маркіз Гантлі розпустив свою армію і замкнувся в замку Авхіндаун. Потім пішов в замок Гайт прихопивши з собою скарби і гроші. Потім він пішов в Кайтнесс, потім морем поплив у Стратневер і лишався там до 5 жовтня 1645 року. Під час його відсутності армія Аргайла грабувала землі клану Гордон. Маркіз Гантлі втратив союзників — з ковенанторами він воював, а до роялістів примкнув маркіз Монтроз, з яким він не міг помиритися. Саме Маркіза Монтроз король призначив генерал-лейтенантом Шотландії.
Потім маркіз Гантлі тримався в стороні від усіх ворогуючих і воюючих сторін. Спроби роялістів, яких очолював маркіз Монтроз, залучити його у свою армію були марними. Після того, як маркіз Монтроз був розбитий в битві під Філіфау 13 вересня 1645 року, маркіз Гантлі відвідав свої володіння і замки, зібрав армію, але нерішуче зволікав, а потім повернувся в замок Страхбогі. У грудні 1645 року Роберт Леслі прибув до маркіза Гантлі з пропозицією піти в похід на північ Шотландії. Король тим часом був під арештом в Лондоні, за голову маркіза Гантлі 12 березня 1647 року оголосили нагороду в £ 1000. Генерала Девіда Леслі направили проти маркіза Гантлі. Маркіз Гантлі втік в гори Лохабер.

### Захоплення в полон і смерть маркіза Гантлі
Кілька місяців маркіз Гантлі переховувався в горах Шотландії, постійно міняючи місце перебування. Нарешті його схопив підполковник Мензіс, коли він спав в Далнадо, що біля Страхдона. Захоплення відбулось після важкої сутички, кілька десятків чоловік намагалися захистити маркіза Гантлі. Після звістки про захоплення маркіза Гантлі більше 500 чоловіків намагалися його звільнити, але Мензіс відвіз його до замку Блайрфінді, що Гленлівет. Гантлі звернувся до своїх прибічників відмовитись від спроб його звільнити. Маркіза Гантлі відвезли в Единбург. За наказом парламенту Шотландії він був засуджений до страти. Він зійшов на плаху 22 березня 1649 року і втратив голову. Перед стратою до нього прийшли священики пресвітеріанської церкви і запитали чи не бажає він щоб скасували його відлучення від церкви. Він відповів, що не хоче слухати лжепророків і не хоче завдавати їм зайвого клопоту. Він відмовився визнати себе винним, відмовився визнати, що він діяв всупереч законам, заявив, що він не зробив нічого, за що б він заслуговував на смертну кару і що він прощає тих, хто голосував за його смерть. Тіло його було відвезене в Сетон і поховане в місці поховання вождів клану Гордон.

## Родина
Був одружений з Анною Кемпбелл — страшою дочкою Арчібальда — VII графа Аргайл, у нього було 5 синів і 5 дочок.
- Джордж Гордон — старший син, убитий в битві під Елфордом в 1645 році.
- Джеймс Гордон — другий син — віконт Абойн.
- Льюїс Гордон ,ІІІ маркіз Гантлі, батько Джорджа Гордона, IV маркіза Гантлі, обидва роялісти, відзначились у боротьбі за короля.
- Чарльз Гордон — четвертий син — у 1660 році отримав титул графа Абойн
- Чарльз ІІ Гордон — лорд Генрі, відзначився на службі в Польщі.
- Енн Гордон — дочка — вийшла заміж за графа Перт
- Гаррієт Гордон — одужилась з лордом Джорджем Сетоном, потім з графом Джоном Траквайром
- Джін Гордон — одружилась з графом Томасом Гаддінгтоном
- Мері Гордон — одружилась з Олександром Ірвіном Драмом
- Катерина Гордон — стала дамою при дворі королеви Польщі Марії Луїзи Гонзаго